# Akosua Busia
Akosua Cyamama Busia (Accra (Ghana), 30 december 1966) is een Ghanese/Britse actrice, liedjesschrijfster en filmregisseur. Busia is woonachtig in Engeland.

## Biografie
Haar vader is Kofi Abrefa Busia, de ex-premier van Ghana (1969-1972) en prins van Ashanti, een koninkrijk in Ghana waar het merendeel van de Ashanti woont. Zij heeft gestudeerd aan de Universiteit van Oxford.
Busia was in 1996 / 1997 gedurende acht maanden getrouwd met John Singleton met wie zij een dochter heeft.

## Werk
Buias speelde in tientallen films en televisieseries. Ze regisseerde in 2008 een film over haar vader: The prof. A man remembered. Life, vision & legacy of K.A. Busia. Busia schreef samen met Stevie Wonder het lied Moon Blue voor diens album A Time 2 Love.

## Filmografie

### Films
- 2024 In Search of a Blessed Life - als mrs. Johnson
- 2007 Ascension Day – als Cherry
- 2003 Tears of the Sun – als patiënte
- 1997 Ill Gotten Gains – als Fey
- 1997 Mad City – als Diane
- 1997 Rosewood – als Jewel
- 1991 Brother Future – als Caroline
- 1991 New Jack City – als toeschouwer rechtbank
- 1988 The Seventh Sign – als Penny Washburn
- 1987 Saxo – als Puppet
- 1987 A Special Friendship – als Mary Bowser
- 1986 Native Son – als Bessie
- 1986 The George McKenna Story – als Cynthia Byers
- 1986 Low Blow – als Karma
- 1986 Crossroads – als vrouw in pension
- 1985 The Color Purple – als Nettie Harris
- 1985 Badge of the Assassin – als Ruth
- 1984 Louisiana – als Ivy
- 1983 The Final Terror – als Vanessa
- 1979 Ashanti – als de Senoufo vrouw

### Televisieseries
Uitgezonderd eenmalige gastoptredens.
- 1999 ER – als Kobe Ikabo – 4 afl.
- 1985 A.D. – als Acte – 5 afl.
- 1985 Late Starter – als Nicki – 2 afl.

- Biblioteca Nacional de España: XX1491146
- Gemeinsame Normdatei: 171957350
- International Standard Name Identifier: 0000 0003 9920 884X
- Library of Congress Control Number: n85151558
- MusicBrainz: ea3e7df3-463a-46ec-9af7-8fd71f8e3ab5
- Nationale Bibliotheek van Israël: 987007439867105171
- Nationale Bibliotheek van Polen: a0000001722440
- Nederlandse Thesaurus van Auteursnamen: 149505752
- SNAC: w6tc43xx
- Système universitaire de documentation: 059403373
- Trove: 905185
- Virtual International Authority File: 243609984
- WorldCat: E39PBJyxfkhj7TP386VqfjcF8C